# Tuman (együttes)
A Tuman (cirill betűkkel: Туман, jelentése: köd) magyar black metal zenekar. Albumaikat a "The Sinister Flame" lemezkiadó jelenteti meg.
2002-ben alakultak meg Szegeden. Angol és magyar nyelven egyaránt énekelnek. Első nagylemezüket 2003-ban adták ki. Az együttes diszkográfiája összességében négy nagylemezt, egy split lemezt és két demót tartalmaz. Szövegeik témái: sátánizmus, Erdély, sötétség, utálat. Magyarországon gyakran "Tymah" névvel illetik őket (a cirill betűs írásmód "latin betűs" alakja).

## Diszkográfia
- Transylvanian Dreams (2005)
- Loquitar Cum Alqo Sathanas (2007)
- The Past is Alive (2014)
- Zuhanás (2017)

## Egyéb kiadványok
Split lemezek
- Storm of the Shallow Voices (2005)

Demók
- Beginning of the End (2003)
- Funeral Fog (2004)

## Tagok
- Dim - ének, gitár
- Shadow - basszusgitár
- Gelal - ütős hangszerek